# Gyalidea fruticola
Gyalidea fruticola är en lavart som beskrevs av M.Svensson och Göran Thor. Gyalidea fruticola ingår i släktet Gyalidea, och familjen Gomphillaceae. Arten är reproducerande i Sverige.